# Kevin Olekaibe
Kevin Olekaibe (Oakland, 28 luglio 1992) è un ex cestista statunitense con cittadinanza nigeriana.